# Общество любителей духовного просвещения
Московское общество любителей духовного просвещения (ОЛДП) — православное религиозно-просветительское общество Российской империи, созданное с целью распространения «религиозно-нравственных знаний».
Основано в 1863 году в Москве по инициативе митрополита Филарета.
Сначала в его состав входило только московское духовенство, но к началу XX века в нём состояло немало светских лиц (всего около 230 членов). Управлялось общество Советом.
Деятельность общества началась с составления епархиальной библиотеки, преимущественно за счёт пожертвований (в 1897 году свыше 15 тысяч томов книг, в 1913 году — 30 тысяч книг, 400 названий периодических изданий, 1264 рукописи XV—XIX вв.; много старопечатных сочинений). Общество издавало «Чтения в Московском Обществе любителей духовного просвещения» — журнал, выходивший до 1871 года в виде сборника (вышло 10 книжек), а потом — в виде ежемесячного журнала, до 1895 года. В 1869 году общество стало издавать газету «Московские епархиальные ведомости», переименованную в 1880 г. в «Московские церковные ведомости», а в 1879 г. общество стало выпускать третий периодический орган, «Воскресные беседы».

## История общества
Общество было создано в 1863 году в Москве архимандритом Иаковом.
Через несколько лет после создания общества её председатель протоиерей И. Н. Рождественский так разъяснял цели и характер своей организации:

С 1863 года существует наше общество. Оно образовалось под влиянием особенных обстоятельств того времени. То было время наплыва с Запада в Россию противохристианских идей и богоборных доктрин. Эти идеи и доктрины, выдаваемые за последнее слово науки, нашли себе подготовленную почву в некоторых усердных чтителях науки, сперва немногих, так называемых передовых, а потом и многих зауряд. Под их влиянием и их усердием явились в переводах на русский язык Бокль и Дарвин, Фейербах и Штраус и другие. Материалистические и атеистические идеи и учения их сделались доступны всем грамотным людям и стали увлекать в бездну безверия, а иногда и не юношей, с одной стороны тем, что мнимо-научным путём очень просто решали великие вопросы духа, производя все живущее из первоначальной клеточки, неизвестно откуда и как появившейся, а особенно тем, что освобождала человека от всякой нравственной ответственности, признав его за облинялую обезьяну. Такие учения возмущали совесть, оскорбляли здравый смысл, нравственное и религиозное чувство. Желание противодействовать, по возможности, разливу этих зловредных учений подало мысль об образовании сего Общества…— Василенко А. Архимандрит Данилова монастыря // Российский писатель
В 1864 году общество насчитывало 94 члена, в 1904 году — 119 членов, в 1913 году — 176 членов. Среди членов общества: И. С. Аксаков, Е. В. Барсов, Н. И. Барсуков, О. М. Бодянский, И. Д. Беляев, И. И. Срезневский, епископ Игнатий (Рождественский), архимандрит Никифор (Бажанов), В. П. Нечаев, Н. Г. Попов, И. В. Арсеньев, Н. А. Скворцов, Н. Д. Струков, И. Я. Стеллецкий, И. М. Громогласов, В. А. Янушев и др.
В 1869 году были созданы отделы иконоведения и историко-археологическое; в 1870 году был создан музей общества; в 1872 году — петербургский отдел. В 1901 году на земельном участке в Лиховом переулке, принадлежавшем обществу началось строительство здания Московского Епархиального дома (дом № 6). Здесь разместились редакции журналов общества «Московские церковные ведомости» и «Воскресные беседы»; здесь в августе 1917 года начал работу Поместный Собор Русской Православной Церкви.

## Издательская деятельность

### Периодические издания
- Воскресные беседы. — М., 1868—1917. Еженедельное издание, публиковавшее материалы к проповедям и жития святых; с 1897 года материалы в нём составлял Н. П. Розанов.
- Московские церковные ведомости. — М., 1880—1917. Церковная газета, публиковавшая хронику религиозной жизни и имевшая миссионерский отдел.
- Труды Комиссии по осмотру и изучению памятников церковной старины. — М., 1904—1911. — Т. 1—4.
- Чтения в Московском Обществе любителей духовного просвещения. — М., 1863—1917. Председателем отдела по изданию журнала был епископ Никодим (Белокуров).

### Отдельные издания
- Правила Св. Поместных соборов с толкованиями. — М., 1880—1881. — Вып. 1—3.
- Богословский М. И. Памятная книжка для христианского отрока. — М., 1885.
- Высокопреосвященный Макарий, митрополит Московский. Очерк его жизни и деятельности. — М., б/г.
- Жития святых с назидательными поучениями и уроками из жизни святых. — М., б/г.
- Мансветов И. Церковный Устав. — М., 1885
- Изложение Божественной Литургии Св. Иоанна Златоустого / Сост. Ф. И. Рахманинов. — М., 1888.
- Нагорная проповедь Господа нашего Иисуса Христа с толкованием, извлеченным из творений бл. Августина Дублинским архиепископом Р. Ч. Тренчем. — М., 1884.
- О Богослужении в навечерии дня Успения Пресвятыя Богородицы при Гробе Ея в Гефсимании близ Иерусалима. — М., 1884.
- Объяснение молитвы Господней. — М., 1886.
- Рождественский В. О религиозно-нравственном воспитании. — М., 1890.
- Ромашков Д. И. О задачах духовного просвещения в отношении к запросам современного общества. — М., 1911.
- Тренев Д. К. Серпуховской Высоцкий монастырь. — М., 1902. 152 с.
- Беседы о говении по уставу православной церкви. — М., б/г.
- Беседа пастыря с православными воинами. — М., б/г.

При обществе был открыт отдел «Распространения духовных нравственных книг»

## Председатели Совета
- архимандрит Иаков (Кротков) (1863—1870);
- И. Н. Рождественский (1870—1892);
- И. Д. Петропавловский (1892—1894);
- М. С. Боголюбский (1894—1902);
- И. Ф. Мансветов (1902—1908)[5];
- Н. Д. Извеков (1908—1917).